# Коефіцієнт дифузії
Коефіцієнт дифузії — характеристика речовини, кінетичний коефіцієнт, який входить до рівняння дифузії.
Позначається здебільшого літерою D, вимірюється традиційно в см2/c. В системі SI одиницею вимірювання коефіцієнта дифузії є м2/c.
В рівнянні дифузії (закони Фіка) коефіцієнт дифузії D є сталою пропорційності між швидкістю зміни концентрації з часом і другою похідною від її просторового розподілу:
{\displaystyle {\frac {\partial n}{\partial t}}=D\Delta n}.
Коефіцієнт дифузії є водночас характеристикою частинки, яка дифундує в середовищі, й цього середовища. Виділяють коефіцієнт самодифузії, який описує хаотичні зміщення атомів чи молекул речовини в цій же речовині, наприклад, коефіцієнт самодифузії води. В інших випадках використовують коефіцієнт взаємної дифузії, вказуючи як середовище, так і частку. Наприклад, коефіцієнт дифузії атома кисню в кремнії.
Коефіцієнт дифузії залежить від температури. При вищих температурах хаотичний рух атомів і молекул стає швидшим, а отже дифузія полегшується. Доволі часто ця залежність описується активаційним законом.

## Випадкові блукання
При випадкових блуканнях частинки, наприклад, броунівської, коефіцієнт дифузії можна розрахувати за формулою:
{\displaystyle D={\frac {1}{6t}}\langle (x-x_{0})^{2}+(y-y_{0})^{2}+(z-z_{0})^{2}\rangle },
де {\displaystyle x}, {\displaystyle y}, {\displaystyle z} — координати частинки у момент часу t, {\displaystyle x_{0}}, {\displaystyle y_{0}}, {\displaystyle z_{0}} — її координати в початковий момент часу. Кутові дужки означають усереднення.